# William Hodges

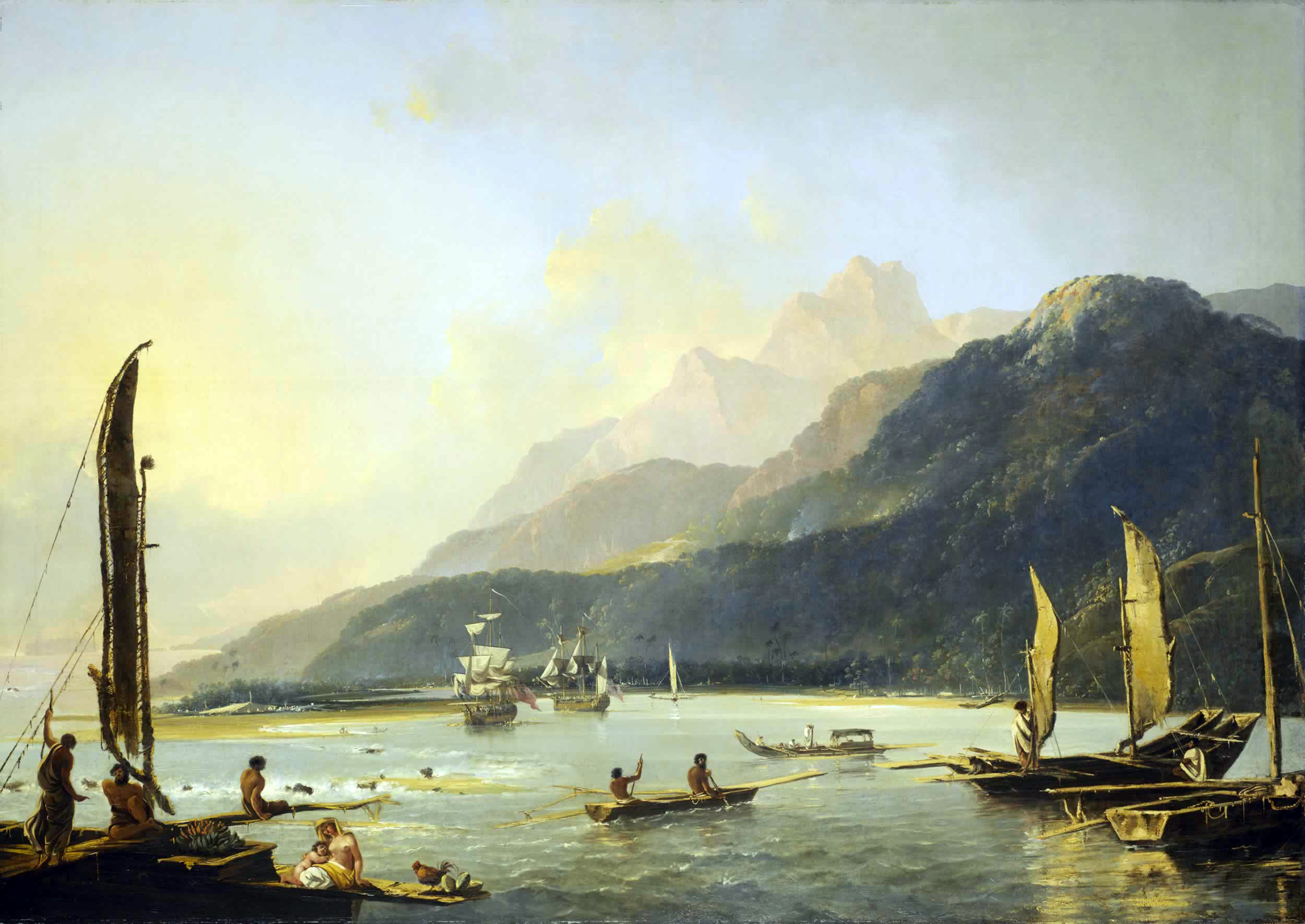
HMS Resolution i HMS Adventure na Tahiti

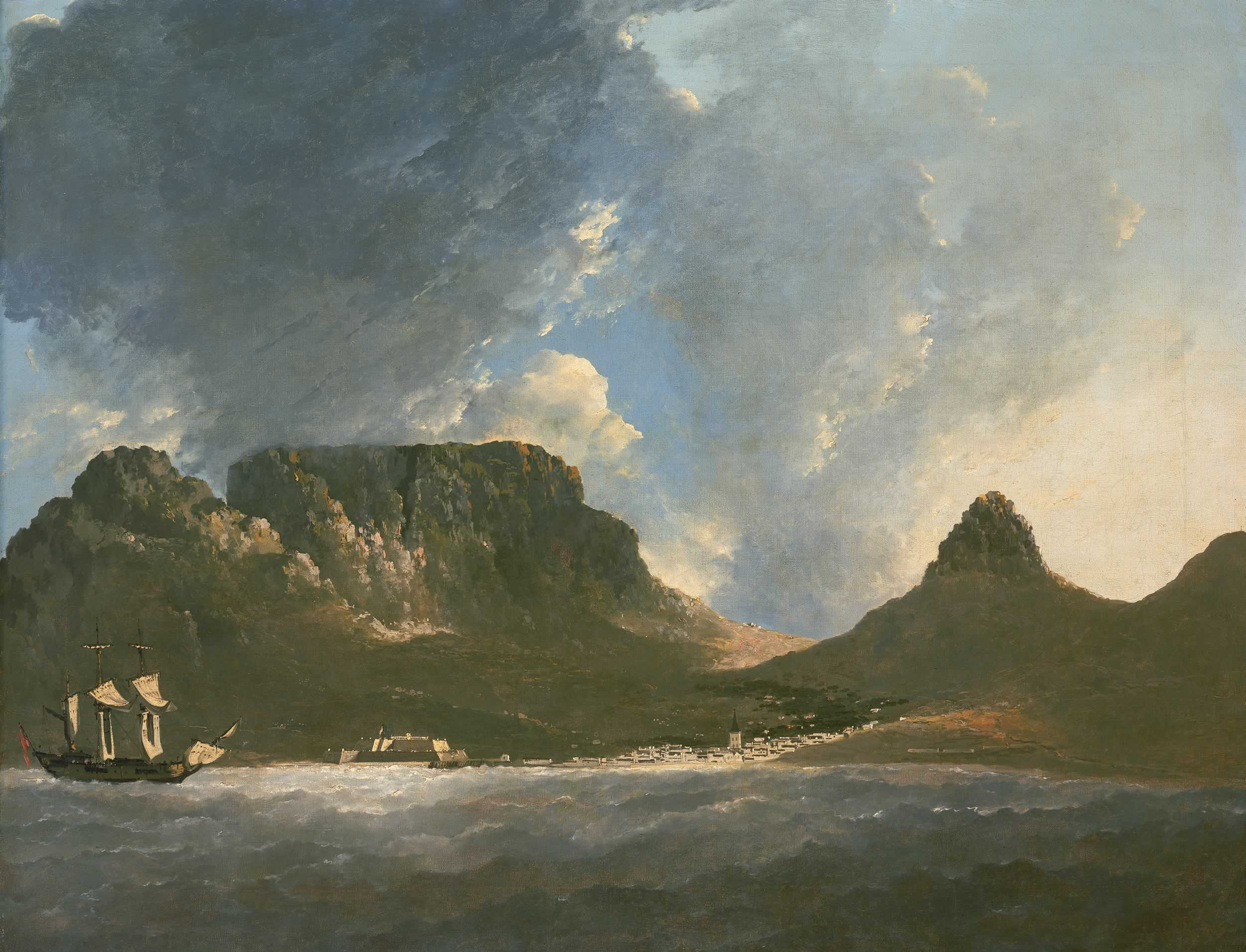
Góra Stołowa i szczyt Głowa Lwa, 1772, National Maritime Museum

William Hodges (ur. 28 października 1744 w Londynie, zm. 6 marca 1797 w Brixham) – angielski malarz i grafik.
W latach 1758-1765 był uczniem Richarda Wilsona, podczas pierwszych lat samodzielnej działalności zajmował się malowaniem dekoracji teatralnych. Wziął udział w drugiej wyprawie Jamesa Cooka po Pacyfiku (1772-1775), odwiedził m.in. Wyspę Wielkanocną, Tahiti, Nowe Hebrydy i Antarktykę. Plonem wyprawy były liczne obrazy, szkice i rysunki, na podstawie których wykonywano ryciny. W 1778 wyjechał do Indii, gdzie był pierwszym europejskim, profesjonalnym malarzem. Po sześcioletnim pobycie wrócił do Anglii i publikował książki, które sam ilustrował. Później udał się w podróż po Europie docierając do Petersburga w 1790. Po niepowodzeniach w 1795 porzucił malarstwo i zajął się bankowością. Był partnerem małego banku w Dartmouth, który wkrótce zbankrutował. Hodges zmarł dzień po upadku banku w niejasnych okolicznościach, podejrzewano samobójstwo.
Największe zbiory prac artysty posiadają kolekcje brytyjskie m.in. National Maritime Museum w Greenwich i Royal Academy of Arts Collection w Londynie.